# Bjarte Myrhol
Bjarte Håkon Myrhol (* 29. Mai 1982 in Oslo) ist ein ehemaliger norwegischer Handballspieler. Der Kreisläufer ist Rekordnationalspieler der norwegischen Nationalmannschaft. Mittlerweile ist er als Handballtrainer tätig.

## Karriere

### Verein
Myrhol begann das Handballspielen 1987 bei Vestli IL. 2002 wechselte er zum norwegischen Spitzenverein Sandefjord TIF, mit dem er jeweils drei Meisterschaften und Pokalsiege feierte. In der Saison 2005/06 stand Myrhol beim ungarischen Verein KC Veszprém unter Vertrag, mit dem er die Meisterschaft gewann. Anschließend spielte Myrhol von 2006 bis 2009 beim deutschen Bundesligisten HSG Nordhorn. Nach dem Zwangsabstieg der Nordhorner wechselte er zum Ligarivalen Rhein-Neckar Löwen. Im August 2011 wurde bei ihm Hodenkrebs diagnostiziert. Nach einer Operation und anschließender Chemotherapie konnte er genesen und seine Karriere fortsetzen. Ab dem Sommer 2015 lief er für den dänischen Erstligisten Skjern Håndbold auf. Nach der Saison 2020/21 beendete er seine Karriere.
Im Juni 2022 verpflichtete ihn der THW Kiel für die verbleibenden fünf Pflichtspiele als Ersatz für den verletzten Hendrik Pekeler.

### Nationalmannschaft
Für die norwegische Nationalmannschaft bestritt der gelernte Physiotherapeut 263 Länderspiele, in denen er 803 Tore erzielte. Mit Norwegen nahm der WM-Finalist von 2017 und 2019 zum Abschluss seiner Karriere an den Olympischen Spielen in Tokio teil. Mit seinem 263. Einsatz löste er bei der Viertelfinalniederlage gegen Dänemark, dem letzten Spiel seiner Karriere, Steinar Ege als norwegischen Rekordnationalspieler ab.

### Trainerlaufbahn
Myrhol trainiert seit dem Sommer 2024 den norwegischen Erstligisten IL Runar Sandefjord.

### Erfolge und Ehrungen
- EHF-Pokal 2008, 2013
- Norwegischer Meister 2003, 2004, 2005
- Norwegischer Pokalsieger 2003, 2004, 2005
- Ungarischer Meister 2006
- Deutscher Vizemeister 2014
- DHB-Pokalfinalist 2010
- Dänischer Meister 2018
- Dänischer Pokalsieger 2015/16
- EHF-Champions-League-Halbfinale 2010/11 und 2021/22
- WM-Finalist 2017, 2019
- Mitglied der Hall of Fame der Europäischen Handballföderation seit 2023[9]

### Saisonbilanzen
| Saison    | Verein              | Spielklasse | Spiele | Tore | 7-Meter | Feldtore |
| --------- | ------------------- | ----------- | ------ | ---- | ------- | -------- |
| 2006/07   | HSG Nordhorn        | Bundesliga  | 027    | 087  | 0       | 087      |
| 2007/08   | HSG Nordhorn        | Bundesliga  | 026    | 089  | 0       | 089      |
| 2008/09   | HSG Nordhorn-Lingen | Bundesliga  | 025    | 139  | 0       | 139      |
| 2009/10   | Rhein-Neckar Löwen  | Bundesliga  | 029    | 111  | 0       | 111      |
| 2010/11   | Rhein-Neckar Löwen  | Bundesliga  | 030    | 131  | 0       | 131      |
| 2011/12   | Rhein-Neckar Löwen  | Bundesliga  | 026    | 087  | 0       | 087      |
| 2012/13   | Rhein-Neckar Löwen  | Bundesliga  | 033    | 131  | 0       | 131      |
| 2013/14   | Rhein-Neckar Löwen  | Bundesliga  | 032    | 117  | 0       | 117      |
| 2014/15   | Rhein-Neckar Löwen  | Bundesliga  | 034    | 100  | 1       | 099      |
| 2021/22   | THW Kiel            | Bundesliga  | 03     | 02   | 0       | 02       |
| 2006–2022 | Bundesliga          | gesamt      | 265    | 994  | 1       | 993      |